# Lakandonština
Lakandonština je jazyk mayské jazykové rodiny, kterým hovoří nevelká populace indiánů Lakandonů v jihovýchodní části mexického státu Chiapas a přilehlé Guatemaly. Lakandonština má podle etnického rozdělení tři dialekty. Tento jazyk se ovšem nevyvinul v Chipasu, ale jinde, protože Lakandonové nejsou původní v této oblasti.